# 肆葉護可汗
肆葉護可汗（Si yabγu qaγan、漢音：しようこかがん、拼音：Sìyèhù kĕhàn、生没年不詳）は、西突厥の可汗。統葉護可汗の子。肆葉護可汗というのは称号で、正しくは乙毘鉢羅肆葉護可汗（Irbis ïšbara si yabγu qaγan、いつひはつらしようこかがん）といい、姓は阿史那氏、名は不明。咥力特勤（てつりきテギン）というのは官名である。

## 生涯
貞観2年（628年）、統葉護可汗（トン・ヤブグ・カガン）が伯父の莫賀咄（バガトゥル）に殺され、可汗位を簒奪されてしまうと、統葉護可汗の子の咥力特勤（テュルク・テギン）は莫賀咄の難を避けて康居（ソグディアナ）に亡命した。一方、西突厥の国人たちは莫賀咄可汗を認めず、弩失畢部は莫賀設泥孰を推して可汗に即位させようとするが、泥孰が固辞したので、泥孰は咥力特勤を迎えて立て、乙毘鉢羅肆葉護可汗とした。これにより西突厥の可汗が並立することになり、互いに唐へ遣使を送って朝貢した。
貞観4年（630年）、肆葉護可汗は先代の統葉護可汗の子ということで、民衆の心をつかみ、西面の都陸可汗（テュルク・カガン）や莫賀咄可汗の部豪帥などの多くがこれに臣従してきた。そこで肆葉護可汗は兵を興して莫賀咄可汗を撃ち、これを大敗させた。莫賀咄可汗は金山（アルタイ山脈）に遁走するが、泥孰に殺された。国人たちは肆葉護可汗を奉じて正式に大可汗とした。肆葉護可汗はさっそく大発兵して北の鉄勒を征伐した。しかし、鉄勒の薛延陀部はこれを迎撃し、逆に肆葉護可汗を破った。
時に肆葉護可汗は生まれつき疑い深く片意地で、他人の讒言を信じ、人々を統率する能力がなかった。そうした中、小可汗の乙利可汗（イリ・カガン）にあらぬ疑いをかけ、その一族を滅ぼした。これにより民衆の心は次第に離れていった。さらに、肆葉護可汗はもともと自分の即位に協力してくれた泥孰を憚っていたが、密かに彼を排除しようと考えるようになり、それを事前に察知した泥孰は焉耆国に亡命した。こうしたことが積って、設卑達干（没卑達干）が咄陸（テュルク）・弩失畢二部の豪帥らと潜謀して肆葉護可汗を撃ち、肆葉護可汗は軽騎で康居に遁走することになったが、まもなく死去した。

## 玄奘『大唐西域記』の記述
肆葉護可汗は縛喝国（バルク）の納縛僧伽藍（ナヴァサンガラーマ）に装飾されている珍宝を奪おうと、その郊外に野営したが、その夜に毘沙門天から長い戟で胸を一突きにされる夢を見た。驚いて目を覚ました肆葉護可汗は家来たちにそのことを話すや、僧侶たちに謝罪しようと使者を馳せらせたが、その返事が返らぬうちに肆葉護可汗は死去してしまったという。

## 参考資料
- 『旧唐書』（列伝第百四十四下 突厥下）
- 『新唐書』（列伝百四十下 西突厥）
- 玄奘『大唐西域記 1』（水谷真成訳、1999年、平凡社）
- 佐口透・山田信夫・護雅夫訳注『騎馬民族誌２正史北狄伝』（1972年、平凡社）
- 内藤みどり『西突厥史の研究』（1988年、早稲田大学出版部、ISBN 4657882155）